# Erik Gnupsson
Eiríkr Gnúpsson (in danese Erik Gnupsson) (XI secolo – XII secolo) è stato un vescovo cattolico islandese, vissuto tra la fine dell'XI e l'inizio del XII secolo.
Fu un vescovo missionario, che per primo operò in Groenlandia e Vinland, nominato da papa Pasquale II nel 1112, ed è quindi considerato il primo vescovo cattolico d'America, quattro secoli prima del viaggio di Cristoforo Colombo.